# ぺたぺたみにりあん
ぺたぺたみにりあん（ラテン文字表記： PETAPETAMINILIAN）は、日本のサンリオによるキャラクター。デザイナーは、まるもふびよりを手掛けている森戸。プロデューサーは U.S. 。通称「ぺたみに」。
主人公「ぱお」は、シールを求めてちきうに侵略してきた肉まんの形をした宇宙人でサンリオの宇宙人のキャラクターは同年にデビューしたクマミレン以来となる。 サンリオの公式ホームページでは「人」に分類される。 またサンリオでは珍しいSNS発のサンリオキャラクターである。

## 概要
2022年9月28日にデビュー。同日公式X(デビュー当初はTwitter)が開設された。
2023年1月31日～2月15日まで描き下ろしデザインの限定Amazonギフトカードが当たるキャンペーン「#ぺたみに ちきうしんりゃく作戦実行 」を実施した。
翌月2月15日〜3月14日までSANRIO CAFE池袋にて初となるコラボカフェが開催された。
同年7月8日、ココネのサンリオのスマホゲーム「HELLO SWEET DAYS」にて初実装。
同月10日〜24日まで2回目のキャンペーンとなる1万5000RTで描き下ろしデザインの限定Amazonギフトカードが当たるキャンペーン「#ぺたみに ぱおたちはうちうじんだよ 」を実施した。

## 誕生経緯
本キャラクターのプロジェクトチームでシールについての話が盛り上がり、そこからシールという軸が決まった。その後、デザイナーの森戸によりストーリーが仕上がった。また、Xでどなたでも愛されるように、「笑い」というテーマも加えられた。

## キャラクター
ぱお
- 誕生日：1月25日
- 一人称：ぱお
- 好物: おすし
- 苦手な食べ物：からいもの
- 性格：すなおで良い子
- 趣味：てじな!
- 好きなもの：おかあさん
- 苦手なもの：むしさん
- 口癖：はわ〜
- 好きな教科：ずこう
- 苦手な教科：さんすう
- 好きなシール：キラキラシール
- チャームポイント：もちふわほっぺ
- 憧れのちきうじん：コロコロクリリン[12]
- 座右の銘：ちりつも
- 将来の夢：おかあさんといっしょにくらすこと

スズキ
- 誕生日：11月24日
- 一人称：僕
- 好物: 肉
- 苦手な食べ物：海産物
- 性格：自由でフリーダムなおしゃれさん
- 趣味：陶芸
- 特技：何かしら作ること
- 好きなもの：おしゃれ、サウナ
- 苦手なもの：集団行動
- 好きな教科：美術
- 苦手な教科：特になし
- 好きなシール：おしゃれなシール
- チャームポイント：かっこいい星型のフォルム
- 憧れのちきうじん：コロコロクリリン[12]
- 座右の銘：Going my way
- 将来の夢：エンターテイナー

ツノ
- 誕生日：6月6日
- 好物: 甘いもの、タコ
- 苦手な食べ物：ネギ
- 性格： 心優しくてひかえめな性格
- 趣味：かわいいもの集め
- 特技：うた…？
- 好きなもの：おはな
- 苦手なもの：めだつこと
- 口癖：あの…。
- 好きな教科：どうとく
- 苦手な教科：図工
- 好きなシール：ぷっくりシール
- チャームポイント：ちっちゃなみどりのツノ?
- 憧れのちきうじん：コロコロクリリン[12]
- 座右の銘：無病息災
- 将来の夢：みんなとず〜っとなかよしでいること

## サンリオキャラクター大賞の順位
- 2025年サンリオキャラクター大賞?位
- 2024年サンリオキャラクター大賞37位